# Opblaasboot

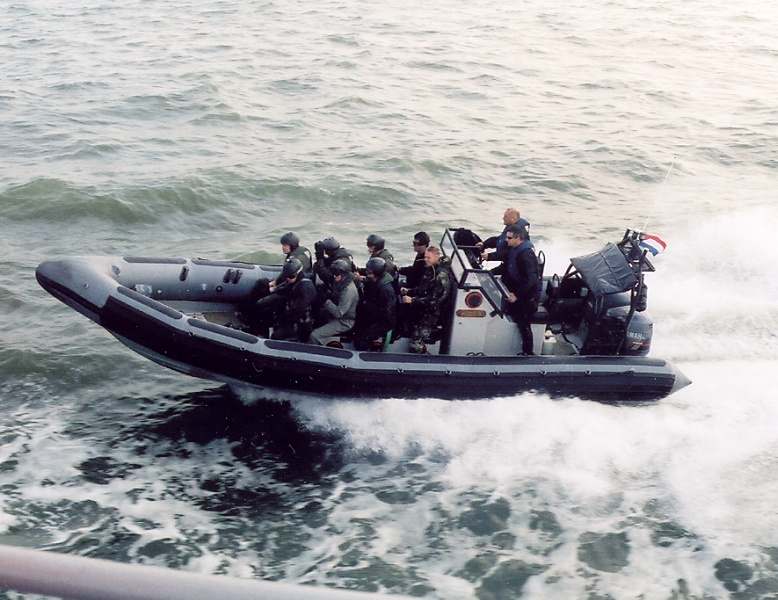
Mariniers in een rigid-inflatable boat (RIB)

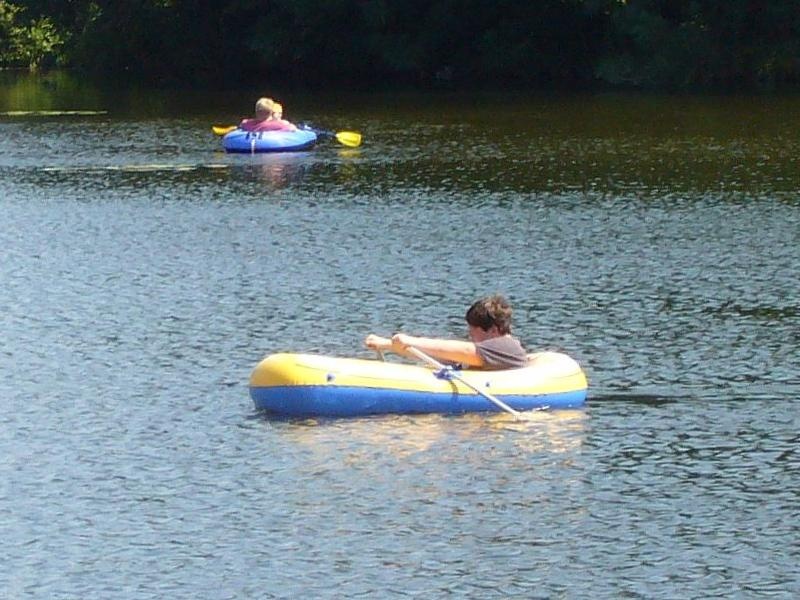
Spelevaren op een vijver

Een opblaasboot is een uit rubber, plastic of een ander luchtdicht en flexibel materiaal vervaardigde opblaasbare boot, die eventueel met een skelet uit hout, metaal of kunststof versterkt kan worden. Het drijfvermogen (en bij de eenvoudigste types ook de stevigheid) ontleent deze boot aan de lucht die er in wordt geblazen. Hoewel nog vaak wordt gesproken van een rubberboot wordt rubber zelden meer gebruikt. De opblaasbare delen bestaan uit pvc of Hypalon, vaak in combinatie met andere synthetische materialen. Hypalon is duurzamer maar ook zwaarder en duurder in aanschaf.

## Zodiac
Zodiac is een tot soortnaam geworden merknaam voor een professioneel type opblaasboot, 'rigid-inflatable boat' (RIB) of 'rigid-hulled inflatable boat' (RHIB) genoemd. Bij een Zodiac of RIB is de bodemsectie van een vormvast materiaal, doorgaans aluminium of polyester. Daarop is een vaste stuurstand gemonteerd. Rondom deze romp is een dikke, luchtgevulde rand aangebracht, de 'tube' genoemd. In de praktijk laat men de tube niet vaak leeglopen; de boot wordt in opgeblazen toestand vervoerd. Het geringe gewicht ervan, in combinatie met de stijve romp en een of meer sterke motoren maken het tot een zeewaardige en wendbare speedboot.
kustwachten, reddingsmaatschappijen, marines, Greenpeace en Sea Shepherd zijn bekende gebruikers van zeewaardige RIB's.